# Smolnica (okres Šamotuly)
Smolnica je osada v gmině Wronki v okrese Šamotuly ve Velkopolském vojvodství.
V letech 1975–1998 byla pod administrativní správou Pilského vojvodství.
V roce 2006 v Smolnicy žilo 71 obyvatel. Osadou prochází silnice č.182.
Osadou protéká potok Smolnica, který je pravostranným přítokem řeky Warty.